# Vîșneve (Cuialnic), Bârzula
Vîșneve (în ucraineană Вишневе) este un sat în comuna Cuialnic din raionul Bârzula, regiunea Odesa, Ucraina.

## Demografie
Componența lingvistică a localității Vîșneve
     Ucraineană (90,09%)
     Rusă (6,47%)
     Română (3,45%)
Conform recensământului din 2001, majoritatea populației localității Vîșneve era vorbitoare de ucraineană (90,09%), existând în minoritate și vorbitori de rusă (6,47%) și română (3,45%).